# Les Prés
Les Prés település Franciaországban, Drôme megyében. Lakosainak száma 28 fő (2022. január 1.). Les Prés La Beaume, La Bâtie-des-Fonds, Beaurières és Valdrôme községekkel határos.

## Népesség
A település népességének változása:
| Lakosok száma | 25   | 41   | 20   | 23   | 20   | 21   | 24   | 23   | 22   | 28   |
|               | 1968 | 1982 | 1990 | 2006 | 2013 | 2015 | 2017 | 2019 | 2020 | 2022 |